# 카를 폰 오르도네츠
카를 폰 오르도네츠(Karl von Ordóñez, 1734년 4월 19일 ~ 1786년 9월 6일)는 오스트리아의 피아노 연주자 겸 고전 음악 작곡가이다.

## 이력
1754년 피아노 연주자 첫 데뷔하였으며 이후 작곡가로도 활약하였다.